# Kinderrepublik
Unter dem Begriff Kinderrepubliken, welcher in der Reformpädagogik geprägt wurde, sind ganz verschiedene, teilweise sogar gegensätzliche Ansätze von gemeinschaftlichem Leben von Kindern und Erwachsenen beschrieben, in denen Kinder Demokratie, die Funktionsweise von Staaten und/oder einfaches Zusammenleben praktisch einüben. Der Begriff wird dabei für die unterschiedlichsten Grundkonzepte der Kinder- und Jugendarbeit verwendet. So findet man ihn heute unter anderem bei Selbstverwalteten Jugendzentren, in Ferienlagern, Ferienfreizeitveranstaltungen und anderen, außerhalb Deutschlands auch bei Schulversuchen. Auf Grund der Verschiedenartigkeit der Grundkonzepte ist eine generelle Aussage über die wirklichen Entscheidungsbefugnisse und Entscheidungskonsequenzen bei Kinderrepubliken nicht zu treffen, sie reichen vom einfachen Spiel bis hin zur alleinigen Entscheidungsbefugnis und den damit verbundenen Konsequenzen. Davon unabhängig ist die pädagogische Bedeutung nicht über den Grad der Beteiligung ableitbar.
Vorbild dieser Kinderrepubliken waren ähnliche Institutionen in gewissen Stammeskulturen wie z. B. das Ghotul bei den Ureinwohnern in Chhattisgarh, Indien.

## Konzepte der Selbstregierung
Es bestehen grundsätzlich drei unterschiedliche, gegensätzliche Konzepte der Selbstregierung:
1. Die unechte Selbstregierung, bei der erwachsene Erzieher die Entscheidungen der Kinder und Jugendlichen geschickt fernsteuern und manipulieren. Theoretischer Hauptvertreter war der deutsche Pädagogikprofessor und international anerkannte Moralpädagoge Friedrich Wilhelm Foerster (in der ersten Hälfte des 20. Jahrhunderts), dem es nicht um Selbstbestimmung, sondern um Charakterformung und letztlich um Willensunterwerfung ging. Der bekannteste Praktiker war Anton Semjonowitsch Makarenko. Auch Ansätze von Rousseau lassen sich hier einordnen.
2. Es wird ein Selbstregierungssystem mit einem auf Geld beruhenden Wirtschaftssystem (mit Währung, Bank, Unternehmen etc.) eingerichtet, das automatisch wirkende Belohnungen (Geld) und Bestrafungen (Geldverlust) enthält. Danach gilt pädagogische Untätigkeit und radikales Nichteingreifen der Erwachsenen als Konzept. Dies ist als Erziehungskonzept eindeutig unzureichend und hat in der Praxis (bei der George Junior Republic im Staat New York) zum Scheitern der Selbstregierung geführt (siehe auch: Token-System).
3. Das Konzept der geteilten Verantwortung zwischen erwachsenen Erziehern einerseits und Kindern und Jugendlichen andererseits, das vor allem von psychoanalytisch orientierten Heimerziehern in Großbritannien ausgearbeitet und praktiziert wurde. (Homer Lane, David Wills, Alexander Sutherland Neill u. a.; Siegfried Bernfeld und John Patrick Caroll-Abbing arbeiteten ähnlich). Dieses Konzept ist pädagogisch durchdacht, ermöglicht weitestgehende demokratische Selbstregierung der Kinder und Jugendlichen und funktioniert, z. B. seit über 80 Jahren in Summerhill. Vor allem um dieses Konzept geht es hier.

## Techniken der Selbstregierung
Die Technik der Selbstregierung ist meist sehr einfach: Sämtliche Heimmitglieder – die Erwachsenen sind eine kleine Minderheit – stimmen in regelmäßigen Vollversammlungen über neu vorgeschlagene Regeln ab. Regelverstöße können bei einer Gerichtsinstanz angezeigt werden und können bestraft oder sonst wie gehandhabt werden. Die Heimleitung erlässt gemäß der geteilten Verantwortung die notwendigsten Sicherheitsregeln einschließlich der dem Heim von außen auferlegten (z. B. gesetzlichen) Regeln (Schulpflicht, Drogenverbote etc.).

## Grenzen der Selbstregierung
Auch wenn einige Kinderrepubliken (etwa die George Junior Republics) einen Staat und sein Wirtschaftssystem so genau wie nur möglich nachbilden, und Benposta sogar gelegentlich behauptet, ein eigener Staat zu sein, sind es faktisch immer Heime, d. h. Erziehungseinrichtungen, und Erwachsene bleiben stets letztendlich verantwortlich. Wer alle Entscheidungen an die Kinder und Jugendlichen abgibt, riskiert entweder den raschen Ruin des Heims oder ist zur geschickten Manipulation der Entscheidungen gezwungen. Gerade die radikalen Befürworter der Selbstregierung betonen klar die Grenzen der Selbstregierung – die allerdings so weit gezogen sind, dass nahezu das gesamte Alltagsleben im Zuständigkeitsbereich der Kinder und Jugendlichen liegt.
Demokratie ist eine höchst künstliche Lebensform; sich selbst überlassene Kinder würden keine demokratischen Musterstaaten bilden, sondern allenfalls Banden. Nur wo erwachsene Erzieher die Selbstregierung sehr bewusst zu ihrem Konzept machen, sie herstellen und tatkräftig unterstützen, kann sie existieren.
Selbstregierung ist kein Selbstzweck; das Wohlergehen der Kinder und Jugendlichen hat oberste Priorität. Wo Selbstregierung trotz Unterstützung längere Zeit nicht funktioniert, greifen die Erzieher ein, helfen beim Neuaufbau, provozieren u. U. die Abschaffung aller Gesetze per Mehrheitsbeschluss („Anarchieperioden“, die sich nach wenigen Tagen als unerträglich herausstellen und zum Beschluss neuer Regelsysteme motivieren) oder der vorübergehenden (möglichst schlechten und unangenehmen) „Diktatur“ der Erwachsenen.

## Beispiele

William Reuben George

Beispiele für das Modell einer Kinderrepublik sind:
- George Junior Republic, die William Reuben George 1895 bei Freeville, New York, gründete und leitete, sowie weitere Junior Republics existieren noch heute, sie haben aber – außer dem Namen – kaum noch Gemeinsamkeiten mit den ursprünglichen Gründungen;
- die von Homer Lane geleitete Boys Republic/Ford Republic bei Detroit, USA und das ebenfalls
- von Homer Lane geleitete Little Commonwealth in Dorsetshire, England (1913–1918)
- die von A. S. Neill gegründete und geleitete Summerhill School in England (1921/22 bis heute)
- die mit Neills Unterstützung gegründete Kilquhanity House School von John Aitkenhead in Schottland
- die Beacon Hill School von Dora Russell und ihrem Ehemann Bertrand Russell
- das von William David Wills geleitete Q-Camp in Hawkspur, England (1936–1941) und Barns House in Schottland (1940–1945)
- Siegfried Bernfelds Kinderheim Baumgarten in Wien-Baumgarten
- A. S. Makarenkos Gorki-Kolonie in der Ukraine
- Janusz Korczak seit 1911 im, von ihm nach prinzipiellen Kinderrechten geleiteten, Dom Sierot (polnisch: „Waisenhaus“) und seit 1919 auch im Nasz Dom („Unser Haus“) in Warschau (seit 1940 im Warschauer Ghetto).
- Pater Flanagans Boys Town, gegründet 1917 in Omaha/Nebraska USA stellt die Selbstregierung propagandistisch sehr heraus, ohne dass sie eine wirkliche Bedeutung hat. Boys Town (möglicherweise auch nur der Kinofilm darüber) war das Vorbild für Benposta.
- Die von Padre Jesús Cesar Silva 1956 gegründete Kinderrepublik Benposta bei Ourense in Spanien ist durch ihren Kinderzirkus Los Muchachos bekannt geworden. In Deutschland wurde in den 1970er Jahren durch das Taschenbuch Die Kinderrepublik von E. Möbius ein Benposta-Boom ausgelöst. 1972 lebten im spanischen Benposta mehrere hundert Jugendliche.
- Benposta Kolumbien. Zu dieser Gemeinschaft gibt es auch in vielen Bibliotheken ein Video (Benposta – die Republik der Kinder)
- Benposta Venezuela (an zwei Standorten, ein dritter ist im Aufbau). Für diese Gemeinschaften finden in Deutschland gelegentlich Wohltätigkeitsveranstaltungen statt.
- Die vom amerikanischen Priester John Patrick Carroll-Abbing gegründete Jungenstadt und Mädchenstadt bei Rom (Città dei Ragazzi oder Boys' Town of Italy sowie Città delle Ragazze oder Girls Town of Italy)
- Die selbstverwaltete Jungenstadt Buchhof in Buchhof am Starnberger See
- Das KidsCamp der SJD – Die Falken
- Die erste Kinderrepublik der Kinderfreunde auf dem Gut Seekamp 1927.
- Gaudiopolis war eine vom lutherischen Pastor Gábor Sztehlo selbst verwaltete Jugendrepublik im Nachkriegs-Budapest 1945–1951.

## Gründe für die Schließung
Viele dieser Einrichtungen wurden geschlossen und existieren nicht mehr.
Die Kinderrepubliken sind jedoch nicht „wegen interner pädagogischer Probleme mit den Jugendlichen geschlossen [worden], oder weil die Selbstregierung nicht funktionierte und fehlschlug. Die Republiken scheiterten nicht an pädagogischen Problemen, auch nicht, weil die angeblich unersetzbare geniale Erzieherpersönlichkeit starb, sondern sie scheiterten politisch an veränderten politischen Verhältnissen (Faschismus!) und inszenierten sexuell-politischen Skandalen, sowie organisatorisch, weil sie kein geeignetes ausgebildetes oder befähigtes Personal fanden, oder wirtschaftlich an Geldnot oder Erbschaftsproblemen nach dem Tod des Gründers.“ (Kamp 1995, S. 78.)
Neben den schon genannten Gründen gibt es noch einen weiteren, der sicherlich schwer wiegen dürfte: Kinderrepubliken verlangen von den dort lebenden Menschen ein hohes Maß an Idealismus und gefestigte Überzeugungen. Nicht jeder Erwachsene oder ältere Jugendliche (und diese sind es, die in einer Kinderrepublik das höchste Maß an sozialer und politischer Verantwortung übernehmen) ist auf Dauer in der Lage, das selbst gewählte Ziel des altruistischen, pädagogisch orientierten Lebens auch überzeugend zu vertreten. Der menschliche Hang zur (vielleicht unbewussten) Suche nach dem eigenen Vorteil ist bisweilen sogar stärker als die pädagogische Befähigung und Ausbildung des Einzelnen: Das Leben in Gemeinschaft ist eine große persönliche und kollektive Herausforderung, der nicht jeder Einzelne und nicht jedes Projekt auf Dauer erfolgreich begegnen kann.
An genau diesem Punkt [Quelle?] scheiterte Benposta, die Nación de Muchachos, in Orense (Spanien) in den vergangenen Jahren: Das Projekt ist inzwischen geschlossen.
Aber auch ein ganz banaler, bereits im Kamp-Zitat genannter Grund führte im spanischen Benposta neben anderen Gründen zum allmählichen Niedergang: Schon sehr lange vor der Schließung fehlten zunehmend finanzielle Mittel, woraus sich folgenschwere Einschränkungen ergaben in den Betreuungsmöglichkeiten (Ausbilder in den Werkstätten, Lehrer, Betreuer für die Unterkünfte der jüngeren Kinder), der Instandhaltung der Gebäude usw. (vgl. Poschkamp, 1985).

## Folgerungen
Es fällt auf, dass bis auf das Buch von Kamp (Kinderrepubliken) dieses Thema in der pädagogischen Diskussion wenig beachtet wird. Dieses Schicksal teilen z. B. Summerhill oder Reformschulen um 1920, z. B. die Versuchsschule Telemannstraße in Hamburg, die Schülerselbstregierung praktizierten. Wenn man die Vorlesungsverzeichnisse der deutschsprachigen Hochschulen durchsieht, findet man zu den Kinderrepubliken nichts. In Schulmuseen wird fast ausschließlich der Paukunterricht der Kaiserzeit – vor allem in vorgeführten Schulstunden – in Erinnerung gehalten, während die erfolgreichen Ansätze der Weimarer Republik schlicht nicht vorhanden sind. Ausnahme: Hamburger Schulmuseum.
In der Freinet-Pädagogik ist nicht der Staat, die Republik das Vorbild, sondern die genossenschaftliche, selbstverwaltete Kooperative (aus dem ländlichen Raum in Frankreich).
Die Dissertation von Kamp zeigt, dass es möglich ist, dass Kinder sich selbst regieren.
In Deutschland gibt es möglicherweise wieder Ansätze zu Kinderrepubliken: z. B. der Schulstaat Haubinda.

## Verwandte Themen
- Demokratische Schulen können Bestandteil einer Kinderrepublik sein, oder eigenständig.
- Schule als Staat ist ein zeitlich befristetes Projekt mit ähnlicher Zielsetzung.
- Kinderstädte sind Ferienspiele zur Einübung demokratischer Strukturen.
- Die Sudbury Valley School ist Beispiel für eine demokratische Schule.

### Deutschsprachig
- Johanna Bardili: Für Erwachsene verboten – In Bemposta regieren Kinder. Roman. Franz Schneider, München-Wien 1974, ISBN 3-505-04657-4.
- Hans Bohmann, José Posada: Benposta, 50 Jahre 'Naçion de Muchachos' – Die Geschichte einer außergewöhnlichen Einrichtung. Reihe Denken und Handeln. Beiträge aus Wissenschaft und Praxis. Ev. Fachhochschule Rheinland-Westfalen-Lippe, Bochum 2006, ISBN 3-926013-63-X.
- Siegfried Bernfeld: Antiautoritäre Erziehung und Psychoanalyse. Gesammelte Schriften. März, Frankfurt am Main 1969 u. Ullstein, Frankfurt am Main 1974
- Uwe Danker, Astrid Schwabe: Filme erzählen Geschichte. Schleswig-Holstein im 20. Jahrhundert. Wachholtz, Neumünster 2010, S. 26–29
- Johannes-Martin Kamp: Kinderrepubliken. Geschichte, Praxis und Theorie radikaler Selbstregierung in Kinder- und Jugendheimen. Opladen: Leske+Budrich 1995 (zugleich Universität Essen: phil. diss. 1994) ISBN 3-8100-1357-9. (online hier abrufbar. PDF-Datei; 7,3 MB)
- Paul Felix Lazarsfeld, Ludwig Wagner: Gemeinschaftserziehung durch Erziehungsgemeinschaften. Bericht über einen Beitrag der Jugendbewegung zur Sozialpädagogik. Anzengruber, Wien, Leipzig o. J. (1924)
- Friedemann Lüpke: Pädagogische Provinzen für verwahrloste Kinder und Jugendliche. Eine systematisch vergleichende Studie zu Problemstrukturen des offenen Anfangs der Erziehung. Die Beispiele Stans, Junior Republic und Gorki-Kolonie. Ergon, Würzburg, 2004, ISBN 3-89913-350-1.
- Anton Semjonowitsch Makarenko: Ein pädagogisches Poem. Der Weg ins Leben. Roman. Volk und Wissen, Berlin 1970
- Eberhard Möbius: Die Kinderrepublik. Rowohlt, Reinbek bei Hamburg, 1973
- Alexander Sutherland Neill: Selbstverwaltung in der Schule. Pan, Zürich 1950
- Alexander Sutherland Neill: Theorie und Praxis der antiautoritären Erziehung. Das Beispiel Summerhill. Rowohlt, Reinbek bei Hamburg, 1969
- Ernst Papanek: Die Kinder von Montmorency. Fischer, Frankfurt am Main 1983
- Peter Poschkamp, Urs Schnyder (Hrsg.): Bemposta und die Muchachos. Die Kinderrepublik zwischen Traum und Wirklichkeit. o. O. [Selbstverlag] 1985
- Reichsarbeitsgemeinschaft der Kinderfreunde (Hrsg.): Die rote Kinderrepublik Seekamp. Ein Buch von Arbeiterkinder für Arbeiterkinder. Zusammengestellt und ergänzt von Andreas Gayk. Arbeiterjugend-Verlag, Berlin 1928; Neuauflage: Falkenbuchverlag, Stuttgart 1976
- Helenov Sana, Rainer Drexel, Renate von Forster: Benposta. Eine Stadt für Kinder. Melzer u. Bertelsmann, Dreieich u. Gütersloh o. J. (1979)
- Karl Wilker: Die George Junior Republic. In: Die Deutsche Schule (Weinheim) 17(1913) H. 8 S. 464–474.
- Johannes Zielinski: Über Selbstverwaltung als Erziehungsmittel in Heimen für entwurzelte und kriegsgeschädigte Jugendliche, dargestellt und erläutert am Beispiel des Jugendselbsthilfewerkes und Erziehungsheimes „Jungenstadt Buchhof“. München: phil. diss 1950 (ungedruckt).

### Englischsprachig
- Elise T. Bazeley: Homer Lane and the Little Commonwealth. London: New Education Book Club 1948 (2. Auflage, zuerst erschienen 1928)
- John Patrick Carroll-Abbing: But for the Grace of God. New York: Delacorte 1965.
- William Reuben George: The Junior Republic. Its History and Ideals. New York, London: D.Appleton 1909.
- Jack M. Holl: Juvenile Reform in the Progressive Era. William R. George and the Junior Republic Movement. Ithaca/N.Y., London: Cornell University Press 1971 (Dissertation).
- Homer Lane: Talks to Parents and Teachers. New York City: Schocken 1969 (zuerst London 1928).
- William David Wills: The Hawkspur Experiment. An Informal Account of the Training of Wayward Addolescents. London: Allen and Unwin 1941.
- William David Wills: The Barns Experiment. London: Allen and Unwin 1945.
- William David Wills: Homer Lane, A Biography. London: Allen and Unwin 1964.

### Existent mit Bezug zur Gründerphase
- Summerhillschool – Schulseite englischsprachig
- Summerhill – deutschsprachige Seite zu Summerhill
- Benposta Venezuela Deutschsprachige Seite
- Google Earth: Blick auf Benposta Spanien Noch sind die Gebäude der Kinderrepublik zu sehen: Rechts das kleine runde rote Zirkuszelt, ganz links mit hellrotem Dach das nie fertiggestellte Hotel an der Tankstelle, das als zusätzliche Einnahmequelle und zugleich Ausbildungsplatz dienen sollte. Auf dem runden Platz stand früher ein größeres Zelt. Die unteren 4 langgestreckten Gebäude: Werkstätten, Bibliothek, Freizeitraum. Obere langgestreckte Gebäude: Schlaf- und Waschräume, Schulklassen, Versammlungsraum. Kleine Häuser mit hellrotem Dach: Rathaus, „Shops“.
- [https://de.wikipedia.org/w/index.php?title=Wikipedia:Defekte_Weblinks&dwl=http://falken-kidscamp.de/ Die nachstehende Seite ist nicht mehr abrufbar], festgestellt im Juli 2025. (Suche in Webarchiven.)  [http://falken-kidscamp.de/ Falken-KidsCamp]

### Noch existent, aber ohne Bezug zur Gründungsphase
- http://www.boysrepublic.org/history.html – Boys Republic, zuvor California George Junior Republic in Chino Hills, California
- http://www.gjrinpa.org/ - „George Junior Republic in Pennsylvania“ in Grove City, Pennsylvania
- http://www.girlsandboystown.org/home.asp – Boys Town
- http://www.oncr.it/citta/ - Boys Town of Italy / Girls Town of Italy, Rom
- „Bauranien“ auf dem Bau- und Aktivspielplatz Hamburg Rahlstedt-Ost. Nur in den Hamburger Sommerferien.

### Nicht mehr existent
- http://www.jungenstadt-buchhof.de – Jungenstadt Buchhof (Website eines laufenden Forschungsvorhabens)